# Afzelia rhomboidea
Espèce
Classification phylogénétique
Statut de conservation UICN

 VU  : Vulnérable
Afzelia rhomboidea est une espèce de plantes à fleurs de la famille des Fabacées.